# Tynt Meadow
Tynt Meadow es una cerveza trapense inglesa con una graduación alcohólica del 7,4 %. Se elabora en la Abadía de Mount St Bernard en Leicestershire.

## Contexto

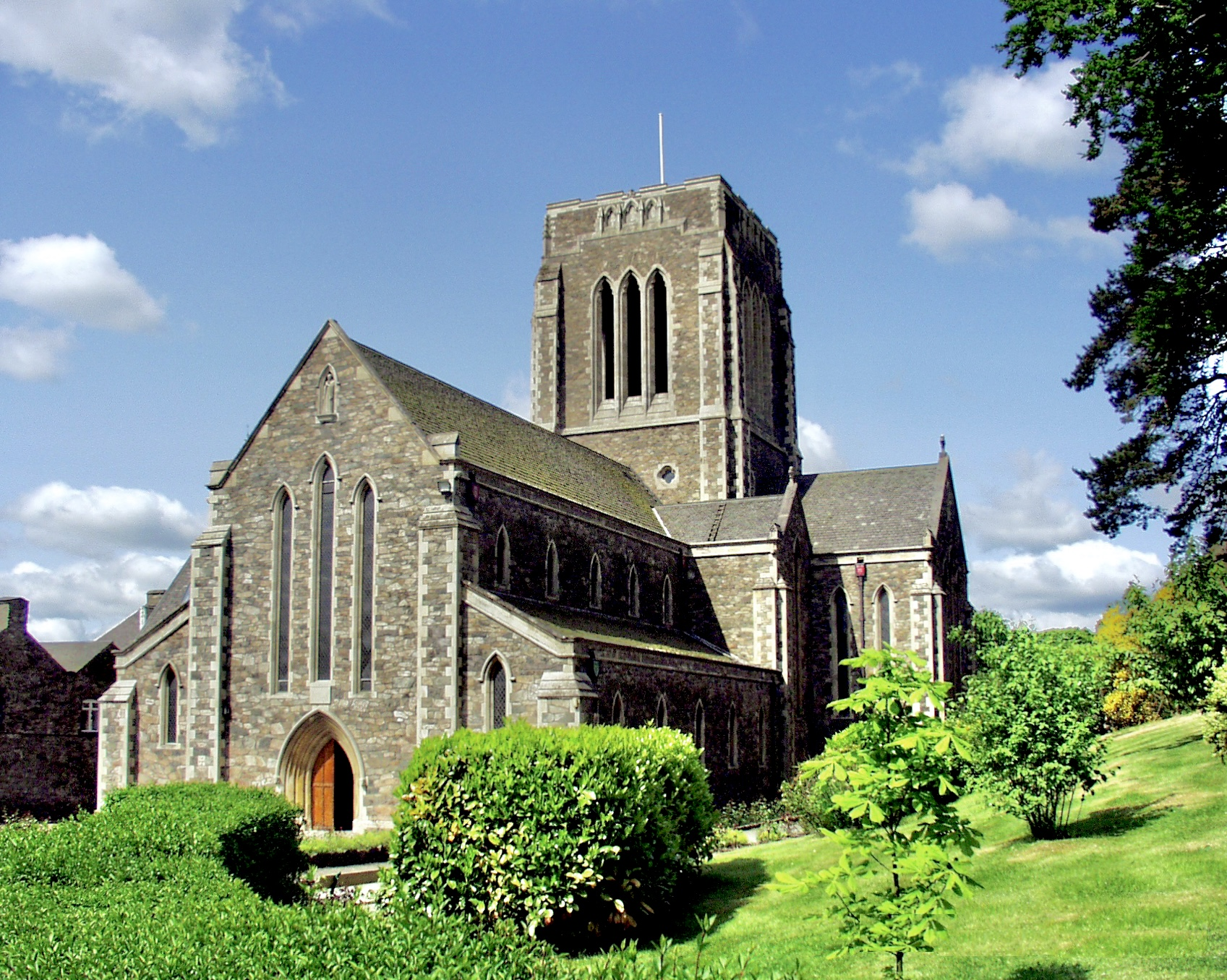
Abadía de Mount St Bernard

El 6 de marzo de 2017, la abadía trapense de Mount St Bernard, cerca de Coalville, se unió a la Asociación  Internacional Trapense. Se construyó una cervecería en la abadía y el 9 de julio de 2018 se lanzó al mercado Tynt Meadow Trappist Ale.
El 17 de septiembre de 2018, la cerveza recibió la etiqueta Authentic Trappist Products y se convirtió en la duodécima cerveza trapense oficial.
La cerveza lleva el nombre de Tynt Meadow, donde comenzó la historia de la abadía en 1835. St Bernard no pudo usarse como el nombre del producto debido a que los derechos ya estaban asignados a la cervecera belga St. Bernardus.
Hacia julio de 2019, la abadía había producido aproximadamente 30 000 botellas de Tynt Meadow y apenas podía mantener demanda. Se decía que la cerveza se había vuelto particularmente popular en Bélgica y los Países Bajos. Sin embargo, dado que la fábrica de cerveza debe seguir siendo de importancia secundaria para el trabajo y el estilo de vida del monasterio, es poco probable que satisfaga la demanda.
La cerveza posee una calificación general de 97 en el sitio web RateBeer y una puntuación de 99 en el contexto del estilo.